# Kunsági Roland
Kunsági Roland (Budapest, 1990. április 17. –) magyar utánpótlás válogatott labdarúgó. 2008–2009-es szezontól a Honvéd harmadik számú kapusa, 2008. augusztus 8-án a DVTK ellen ült először kispadon az élvonalban.